# あなたの四騎姫教導譚
『あなたの四騎姫教導譚』（あなたのしきひめきょうどうたん）は、日本一ソフトウェアより2018年3月8日に発売されたゲームソフト。PlayStation 4・PlayStation Vita・Nintendo Switchのマルチプラットフォーム。

## 概要
日本一ソフトウェアの新規IPによるファンタジーアクションRPG。
古代の遺産が眠る島々を舞台に、個性の異なる4人の「姫」達とともに戦いながら彼女たちを一人前の指導者へと教育するという内容。

## ゲームシステム
ダイレクト教導
姫とのコミュニケーションと育成を兼ねる、本作の中核をなすシステム。
姫に対して「褒める」か「叱る」かを行うことで、後述の知識マテリアを入手したり、姫との関係性に変化を起こさせる事が可能。
アクションパートにおいても姫が指揮官の際に使用可能で、姫に対しパラメーターの上昇や体力回復など様々な効果を与える。
知識マテリア
姫の育成で用いられる専用リソース。使用することで基本パラメータの上昇のほか攻撃アクションの強化や編成兵種の追加、後述する作戦コマンドの新規解放などが可能。
また、知識マテリアを使用することで主人公の強化に必要なスキルポイントが得られる。
アクションパート
アクションパートではプレイヤーは指揮官を操作し、兵士を率いて敵との戦闘を行う。指揮官は主人公や姫の他、汎用の指揮官ユニットも存在する。
兵士
指揮官とともに戦うサブユニット。
兵種は「歩兵」「魔兵」「射兵」「飛兵」に大別され、それぞれに相性が設定されている。
兵士は基本的にオート操作となるが、「作戦」コマンドにより一部動作のコントロールが可能。「作戦」の内容は指揮官により異なる。

## 登場人物

### メインキャラクター
主人公
声 - 河西健吾（男性） / 久保田梨沙・中恵光城・森なな子・水間友美・飯沼南実（女性）
プレイヤー自身。「教導騎士」と呼ばれる戦闘と教育のエキスパート。
性別・性格・外見（フェイスグラフィック）はゲーム開始時のキャラクターメイキングで設定する。女性主人公には性格タイプごとに5名の声優が割り振られている。

### 姫
主人公の教育対象となる4人の姫。
【戦姫】リリアティ・アリックスアーン
声 - 佐倉綾音
アリックスアーン街王国の騎士団長。
戦闘スタイルは両手斧による近接物理型。
【魔女姫】ヴェロニカ
声 - 五十嵐裕美
魔術ギルドの首領である天才魔女。
戦闘スタイルは攻撃魔法を用いた広範囲型。
【薔薇姫】モノマリア・ユーダリア
声 - 武田羅梨沙多胡
貴族商圏連合の没落貴族の少女。
戦闘スタイルはガトリング銃と銃剣を使い分ける遠近対応型。
【竜姫】アルパナ・アルマ
声 - 桑原由気
「大カマラ教」の教祖である竜人族の少女。
戦闘スタイルは双剣を用いて手数で攻め、また4人の中で唯一飛行が可能な高機動型。

## 世界観・設定
遺跡群島

アリックスアーン街王国

錆魔術ギルド

貴族商圏連合

北カマラ氏族連邦